# Nitiazina
És un insecticida neonicotenoide que es va registrar l'any 1995, el seu ús principal és el control de la mosca domèstica en granges, instal·lacions industrials, abocadors, molls de càrrega...
El seu nom sistemàtic és (EZ)-2-nitrometilen-1,3-tiazina (C₅H₈N₂O₂S).